# Нюландер, Юн
Юн Нюландер (швед. John William Nylander; 23 марта 1869, Экенес — 19 ноября 1949, Драммен, Норвегия) — финский моряк шведского происхождения, контрабандист, писатель.

## Биография
Участвовал в греко-турецкой войне добровольцем на стороне греков.
Член финской партии активного сопротивления. Был капитаном парохода «Джон Графтон», на котором в 1905 году была сделана попытка провезти большую партию оружия для революционеров в России.
Автор нескольких книг. Наиболее известна из них Sjöfolk («Морской народ»), переводившаяся со шведского также на финский и немецкий языки.